# Computación de hiperescala
En informática, la computación de hiperescala es la capacidad de una arquitectura para escalar adecuadamente a medida que se agrega una mayor demanda al sistema. Como su nombre lo sugiere,  hiperescala significa lograr una computación de gran escala, por lo general usada para propósitos de computación en la nube o Big Data.
Por lo general, esto implica la capacidad de proporcionar y agregar recursos informáticos, de memoria, de red y de almacenamiento sin inconvenientes a un servidor determinado o a un conjunto de servidores  que componen un entorno de computación más grande, computación distribuida o computación en malla . La computación de hiperescala es necesaria para construir nubes robustas y escalables, infraestructura de big data, Mapreduce o sistema de almacenamiento distribuido. Por lo general, esta arquitectura es la requerida para ejecutar grandes sitios distribuidos como Google, Facebook, Twitter, Amazon, Microsoft, Huawei Mobile Cloud, IBM Cloud u Oracle. Empresas como Ericsson, AMD e Intel ofrecen kits de infraestructura de hiperescala para proveedores de servicios de TI. Empresas como Scaleway, Switch, Alibaba, HUAWEI, IBM, QTS, Digital Realty Trust, Equinix, Oracle, Facebook, Amazon Web Services, SAP, Microsoft y Google construyen centros de datos para computación a hiperescala. Estas empresas a veces son llamadas "hiperescaladores".